# 을지로4가역
을지로4가역(Euljiro 4(Sa)-ga Station, 乙支路4街驛)은 서울특별시 중구 을지로4가와 주교동에 있는 서울 지하철 2호선 및 수도권 전철 5호선의 환승역으로, 수도권 전철 5호선은 청계천 하저터널로 종로3가역과 연결된다.

## 역사
- 1983년 6월 30일: 을지로4가역으로 역명 결정[1]
- 1983년 9월 16일: 서울 지하철 2호선 을지로입구~성수 구간 개통과 함께 영업 개시
- 1996년 12월 30일: 서울 지하철 5호선 여의도~왕십리 구간 개통과 함께 환승역이 됨

## 역 구조
2호선의 역은 2면 2선의 상대식 승강장이고, 5호선의 역은 1면 2선의 섬식 승강장이며 두 노선 모두 스크린도어가 설치되어 있다. 출구는 서울교통공사 소속 총 10개다.

### 2호선 승강장
| 을지로3가 ↑          |
| \| 외                |
| ↓ 동대문역사문화공원 |

| 외선 순환 | ● 서울 지하철 2호선 | 을지로3가·시청·홍대입구 · 신도림 방면    |
| 내선 순환 | ● 서울 지하철 2호선 | 동대문역사문화공원·신당 · 성수·잠실 방면 |

### 5호선 승강장
| 종로3가 ↑            |
| 하 상 \|             |
| ↓ 동대문역사문화공원 |

| 상행 | ● 수도권 전철 5호선 | 광화문·여의도·까치산 · 방화 방면   |
| 하행 | ● 수도권 전철 5호선 | 청구 · 천호·하남검단산 · 마천 방면 |

### 환승
5호선에서 2호선으로의 환승은 내선은 동대문역사문화공원역 방면 끝에 있는 계단을, 외선은 승강장 중앙에 있는 계단을 이용하여야 한다. 
2호선에서 5호선으로의 환승은 승강장 중앙에 있는 5호선 승강장으로 연결되는 계단을 거쳐야 한다. 
환승 통로의 길이는 동대문역사문화공원역보다 비교적 짧은 편이여서, 2호선과 5호선을 환승하기에 적합하다.

## 사진

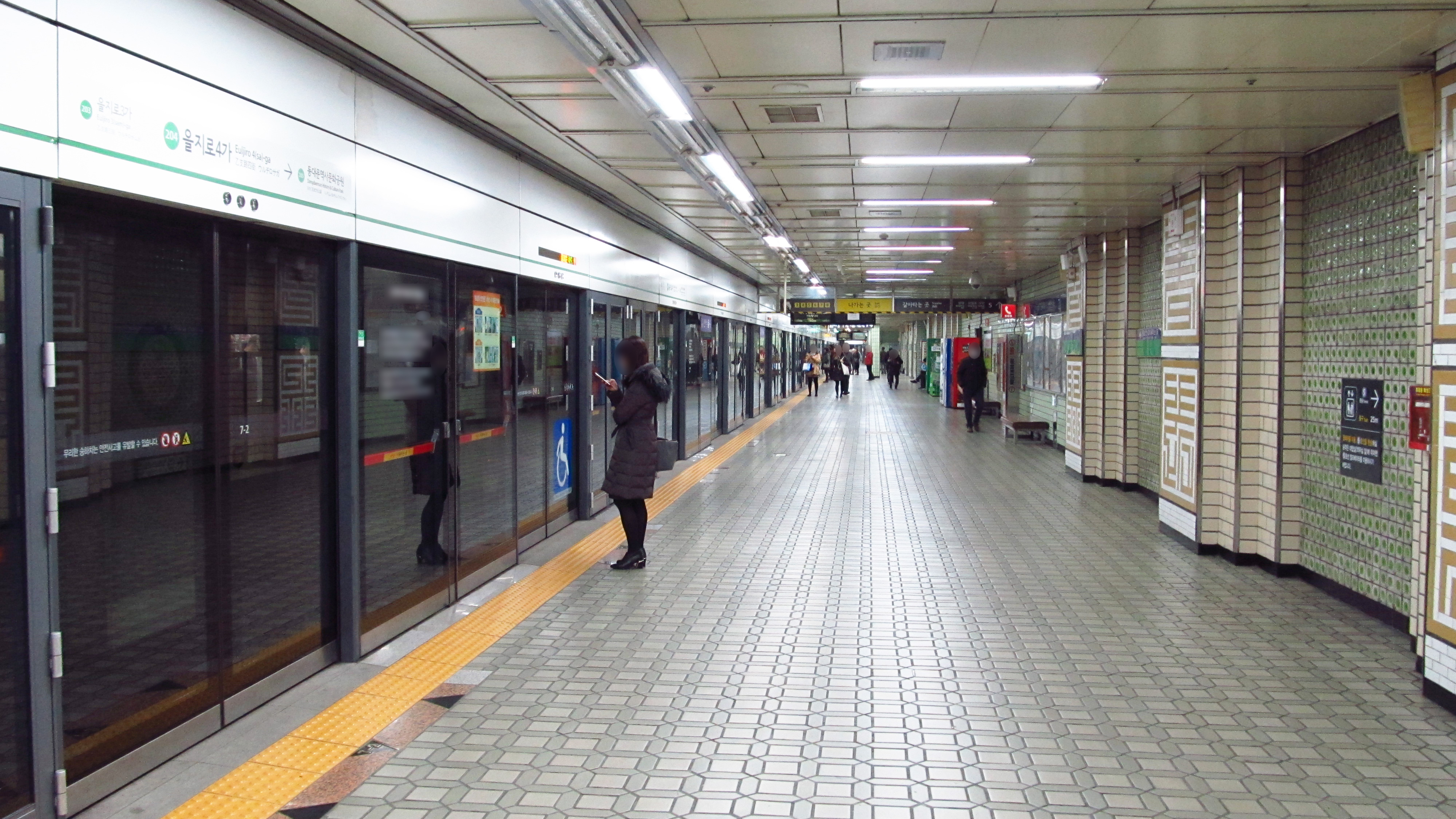
2호선 내선순환 승강장(2018년 11월)
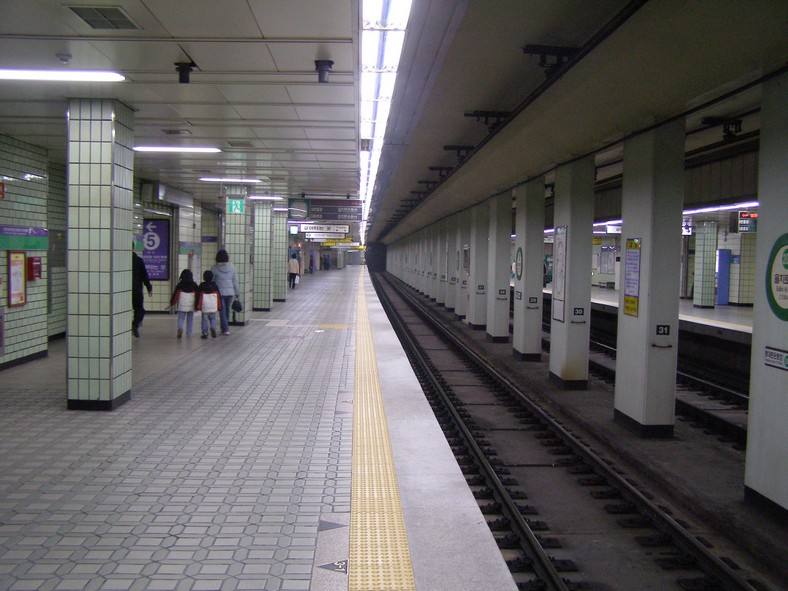
2호선 승강장(스크린도어 설치 전)
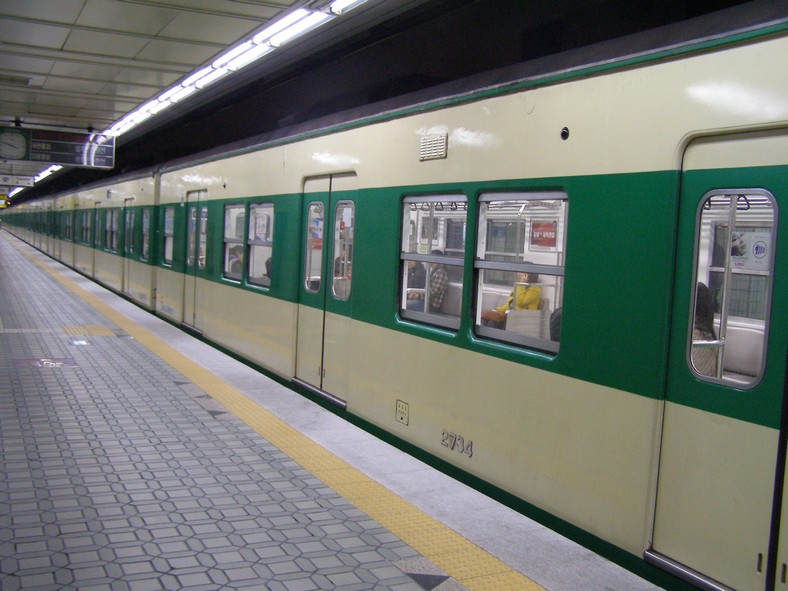
2호선 승강장(스크린도어 설치 전)
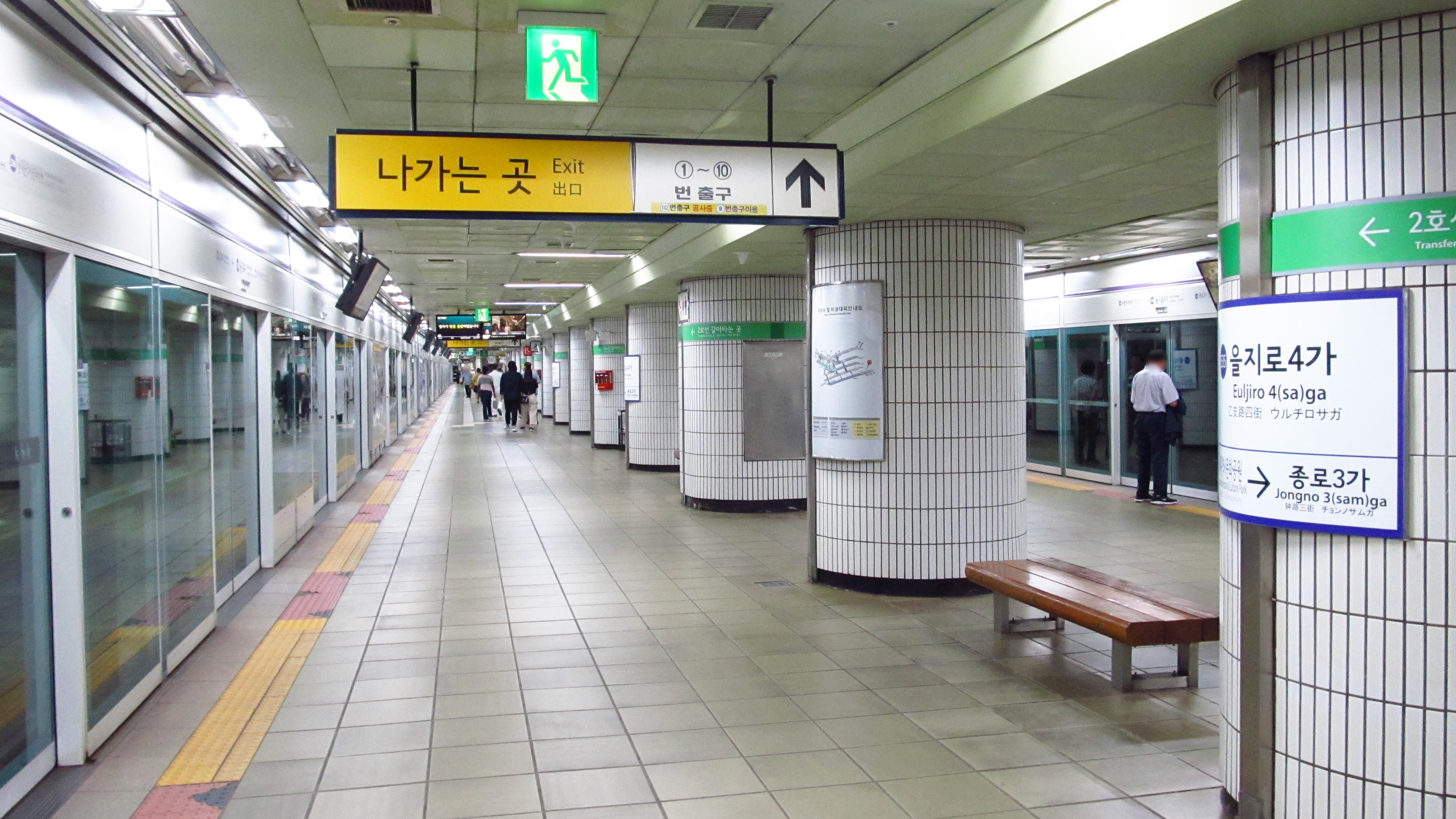
5호선 승강장(2018년 9월)
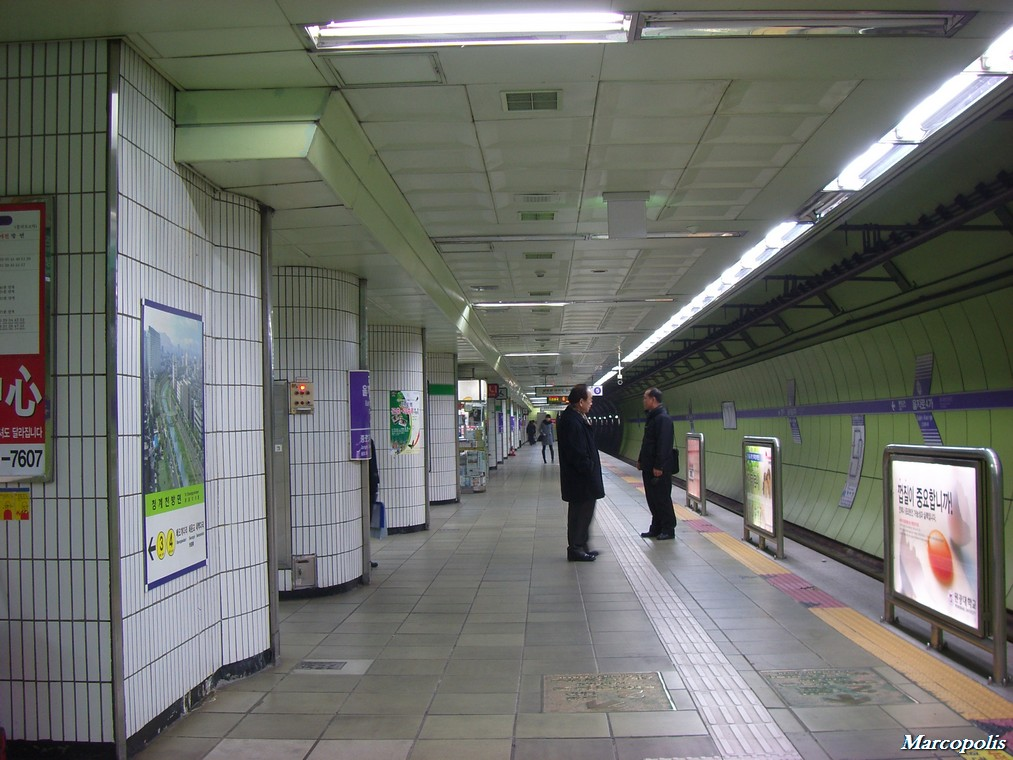
5호선 승강장(스크린도어 설치 전)
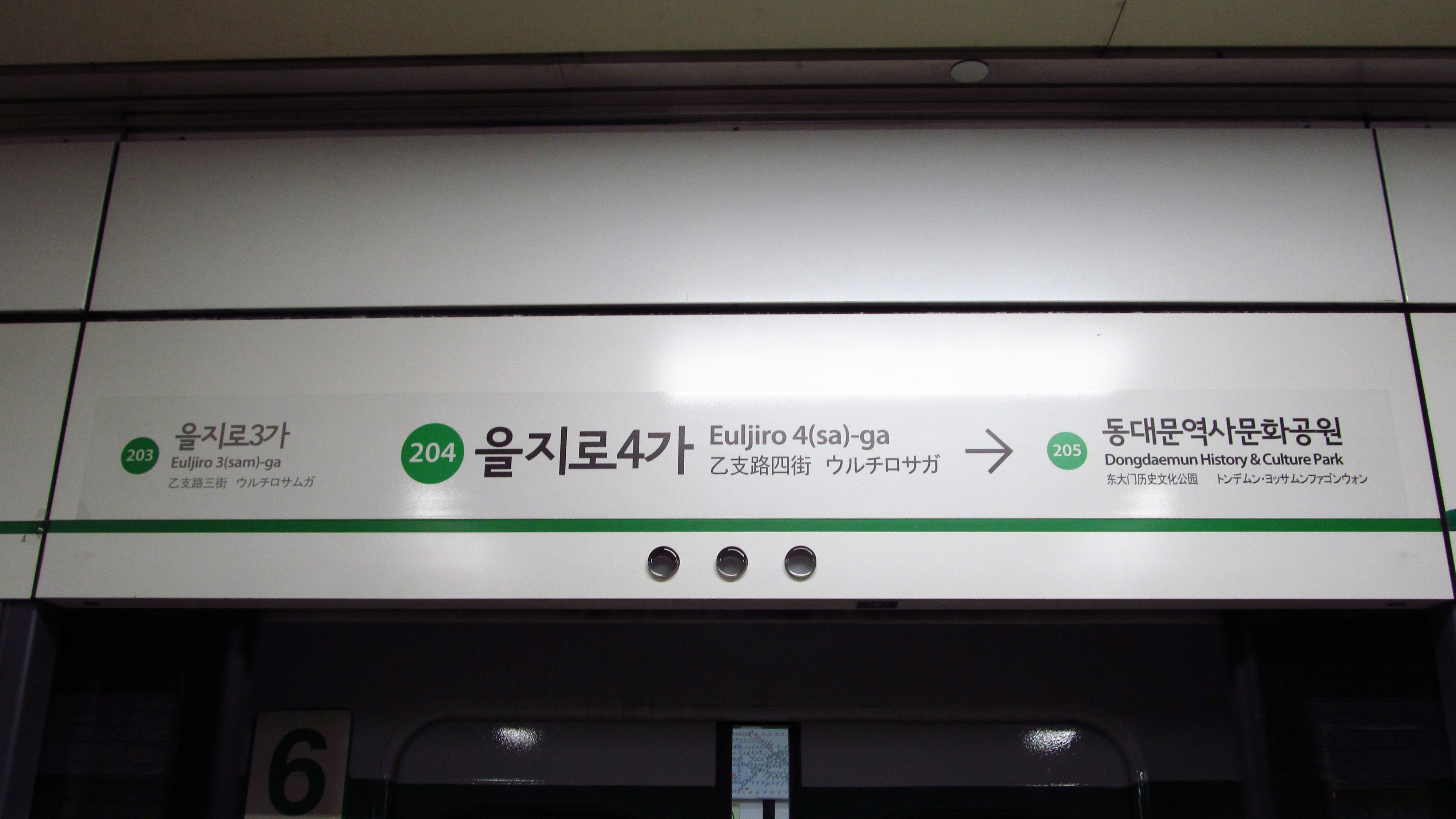
2호선 역명판
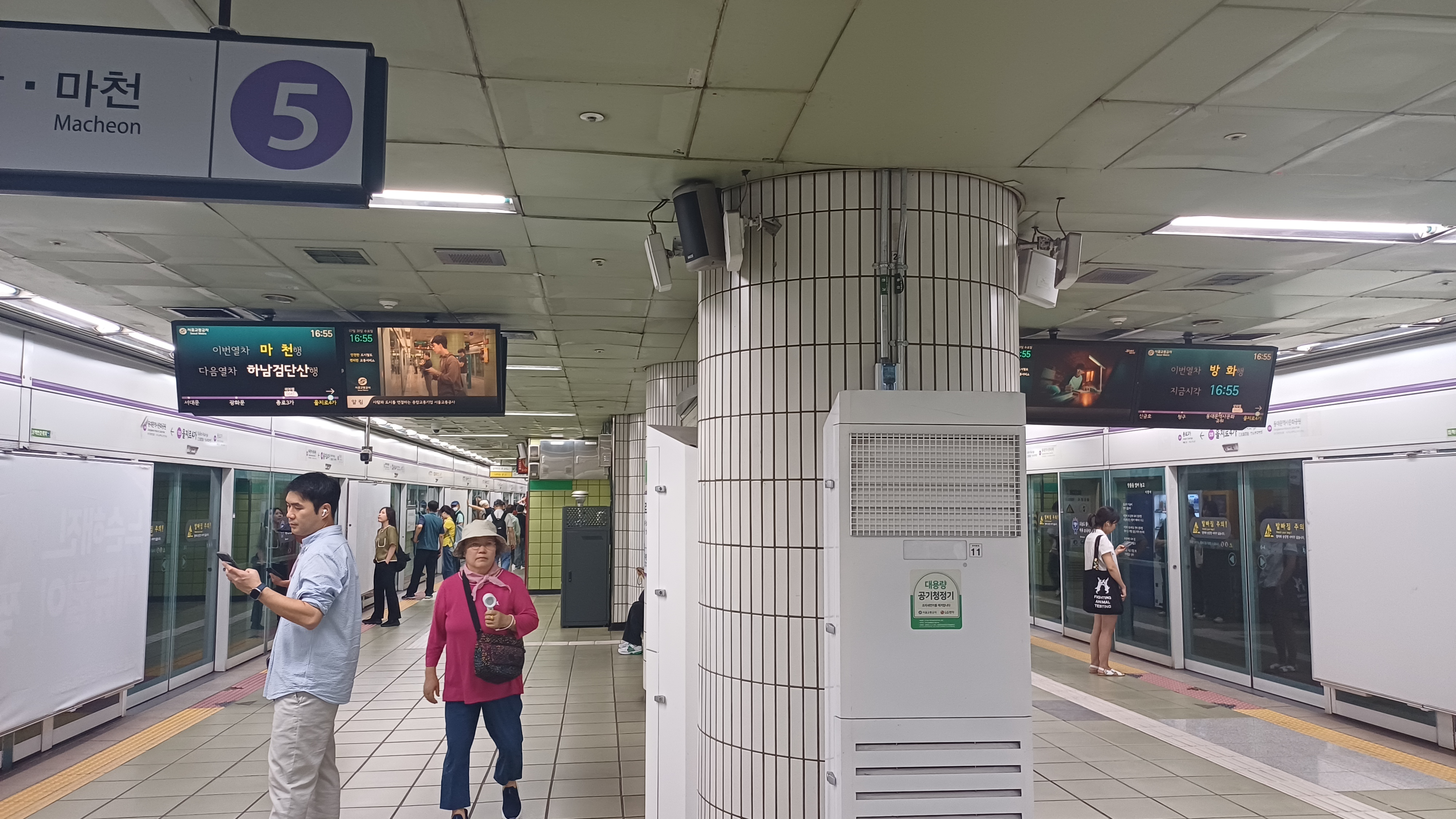
5호선 승강장(2025년 7월)

## 역 주변
- 중소기업은행
- 덕수중학교
- 산림동
- 서울특별시 중구청
- 오장동
- 을지로3가
- 을지로4가우체국
- 광장시장
- 인현동2가
- NH 미디어
- 입정동
- 조명기구상가
- 주교동
- 중부시장
- 청계천
- 충무로
- NH농협은행 을지로4가지점
- 비씨카드 본사

## 이용객 변동
| 노선  | 노선   | 일평균 인원수 (명/일) | 일평균 인원수 (명/일) | 일평균 인원수 (명/일) | 일평균 인원수 (명/일) | 일평균 인원수 (명/일) | 일평균 인원수 (명/일) | 일평균 인원수 (명/일) | 일평균 인원수 (명/일) | 일평균 인원수 (명/일) | 일평균 인원수 (명/일) | 각주  |
| 노선  | 노선   | 2000년                | 2001년                | 2002년                | 2003년                | 2004년                | 2005년                | 2006년                | 2007년                | 2008년                | 2009년                | 각주  |
| ----- | ------ | --------------------- | --------------------- | --------------------- | --------------------- | --------------------- | --------------------- | --------------------- | --------------------- | --------------------- | --------------------- | ----- |
| 2호선 | 승차   | 15,466                | 15,761                | 15,508                | 14,425                | 14,639                | 14,576                | 14,444                | 13,912                | 13,294                | 13,385                | [ 2 ] |
| 2호선 | 하차   | 15,929                | 16,065                | 15,649                | 14,804                | 14,790                | 14,696                | 14,520                | 13,955                | 13,594                | 13,573                | [ 2 ] |
| 2호선 | 승하차 | 31,394                | 31,826                | 31,157                | 29,229                | 29,429                | 29,272                | 28,964                | 27,867                | 26,889                | 26,958                | [ 2 ] |
| 5호선 | 승차   | 5,675                 | 5,845                 | 5,375                 | 5,475                 | 5,408                 | 5,386                 | 5,061                 | 4,765                 | 4,641                 | 4,531                 | [ 3 ] |
| 5호선 | 하차   | 6,287                 | 6,428                 | 5,858                 | 5,747                 | 5,727                 | 5,809                 | 5,539                 | 5,189                 | 4,998                 | 4,875                 | [ 3 ] |
| 5호선 | 승하차 | 11,962                | 12,273                | 11,233                | 11,223                | 11,134                | 11,195                | 10,600                | 9,954                 | 9,639                 | 9,406                 | [ 3 ] |
| 노선  | 노선   | 2010년                | 2011년                | 2012년                | 2013년                | 2014년                | 2015년                | 2016년                | 2017년                | 2018년                |                       |       |
| 2호선 | 승차   | 12,994                | 12,859                | 12,420                | 12,524                | 13,061                | 13,065                | 12,935                | 12,487                | 12,411                |                       |       |
| 2호선 | 하차   | 13,058                | 12,752                | 12,307                | 12,591                | 13,099                | 13,076                | 12,656                | 12,136                | 12,250                |                       |       |
| 2호선 | 승하차 | 26,052                | 25,611                | 24,727                | 25,115                | 26,161                | 26,141                | 25,591                | 24,623                | 24,661                |                       |       |
| 5호선 | 승차   | 4,575                 | 4,556                 | 4,588                 | 4,787                 | 5,026                 | 4,999                 | 5,043                 | 4,938                 | 5,026                 |                       |       |
| 5호선 | 하차   | 5,014                 | 5,054                 | 5,005                 | 5,108                 | 5,345                 | 5,435                 | 5,630                 | 5,537                 | 5,584                 |                       |       |
| 5호선 | 승하차 | 9,589                 | 9,610                 | 9,593                 | 9,895                 | 10,371                | 10,434                | 10,673                | 10,475                | 10,610                |                       |       |

## 인접한 역
| 서울 지하철 2호선      | 서울 지하철 2호선   | 서울 지하철 2호선                             |
| ---------------------- | ------------------- | --------------------------------------------- |
| 203 을지로3가 외선순환 | ● 서울 지하철 2호선 | 205 동대문역사문화공원 내선순환               |
| 서울 지하철 5호선      |                     |                                               |
| 534 종로3가 방화 방면  | ● 수도권 전철 5호선 | 536 동대문역사문화공원 하남검단산 · 마천 방면 |